# Friedrich Ernst Constantin von Arnold
Freiherr Friedrich Ernst Constantin von Arnold (* 11. Oktober 1740 in Petersdorf im Herzogtum Sagan; † 9. Februar 1798 in Glogau) war ein deutscher Landrat und Gutsbesitzer.

## Leben

### Familie
Friedrich Ernst Constantin von Arnold war der Sohn des Breslauer Regierungsdirektors Johann Theodor von Arnold (* um 1705 im Herzogtum Liegnitz; † 13. Februar 1758 in Breslau), Erbherr auf Meesendorf, Polnisch-Baudis, Borne, alle im Landkreis Neumarkt und Grünthal, und dessen Ehefrau, eine geb. von Eicke aus dem Haus Wenig-Rackwitz; seine Brüder waren der spätere Land- und Justizrat Johann Carl Andreas von Arnold (* 1735) und der spätere Land-, Justiz-, Kriegs- und Domänenrat George Benjamin von Arnold (* 1737, † 5. März 1806).
Er war seit 1763 mit einer Enkelin des Breslauer Oberkonsistorialrats Johann Friedrich Burg verheiratet; gemeinsam hatten sie zwei Söhne, die jedoch noch im Kindesalter verstarben.
Nach seiner Zurruhesetzung siedelte er zur Familie seiner Ehefrau nach Glogau über.
Bei seinem Tod war Friedrich Ernst Constantin von Arnold Erbherr auf Giesmannsdorf, das er zwischenzeitlich erworben hatte.

### Werdegang
Zur schulischen Ausbildung von Friedrich Ernst Constantin von Arnold liegen keine Informationen vor.
Er immatrikulierte sich am 21. April 1758, gemeinsam mit seinem Bruder George Benjamin von Arnold, an der Universität Halle zu einem Studium der Rechtswissenschaften.
Nach Beendigung des Studiums übernahm er 1761 die väterlichen, teilweise bis zur Hälfte des Werts verschuldeten, Güter Borne und Grünthal, die im Siebenjährigen Krieg bis 1763 ruiniert worden waren. Nach Beendigung des Krieges erhielt er keine königliche Beihilfe und musste neue Kredite in Höhe von 14.000 Talern aufnehmen.
Am 29. September 1768 wurde er auf Vorschlag von Ernst Wilhelm von Schlabrendorf vom König Friedrich II. als Landrat im Landkreis Neisse bestätigt und folgte somit dem späteren Kammerpräsidenten Balthasar Leopold von Brauchitsch (1725–1773). Er stand dem Landratsposten bis 1789 vor, bis er seinen Abschied nahm; ihm folgte Samuel Moritz von Prittwitz und Gaffron (1753–1811). Er erhielt nach seinem Abschied eine lebenslängliche königliche Pension bewilligt.
Er verlor im Laufe der Zeit die übernommenen väterlichen Güter, die unter ihrem Wert verkauft werden mussten, und büßte dadurch sein restliches Vermögen ein. Am 21. August 1788 bat er im Kabinett, unter Hinweis auf die unverschuldet erlittenen Unglücksfälle, um die Gewährung eines zinsgünstigen Kredits in Höhe von 18.000 Talern, um ein Landgut ankaufen zu können; dieser Bitte wurde jedoch nicht entsprochen.

### Politisches Wirken
Friedrich Ernst Constantin von Arnold wurde 1768 Kreisdeputierter im Landkreis Breslau.